# Jeff LaBar
Jeff LaBar, född 18 mars 1963 i Darby, Pennsylvania, död 14 juli 2021, var en amerikansk musiker, känd som gitarrist i Cinderella från 1985 till 2014. LaBar utgav 2014 soloalbumet One For the Road.